# Torneo Supercup 2017
Il Torneo Supercup 2017 si è svolto dal 18 al 20 agosto 2017.
Gli incontri si sono disputati nell'impianto Inselparkhalle, situato nella città di Amburgo.

## Squadre partecipanti
1. Germania
2. Polonia
3. Russia
4. Serbia

## Risultati
| Amburgo 18 agosto 2017, ore 18:30 | Germania | 79 – 76 | Russia | Inselparkhalle |

| Amburgo 18 agosto 2017, ore 21:00 | Polonia | 78 – 85 | Serbia | Inselparkhalle |

| Amburgo 19 agosto 2017, ore 17:30 | Germania | 75 – 80 | Polonia | Inselparkhalle |

| Amburgo 19 agosto 2017, ore 20:00 | Serbia | 85 – 75 | Russia | Inselparkhalle |

| Amburgo 20 agosto 2017, ore 15:00 | Germania | 56 – 87 | Serbia | Inselparkhalle |

| Amburgo 20 agosto 2017, ore 17:30 | Polonia | 81 – 78 | Russia | Inselparkhalle |

## Classifica
| -  | Team     | PT |
| -- | -------- | -- |
| 1. | Serbia   | 6  |
| 2. | Polonia  | 4  |
| 3. | Germania | 2  |
| 4. | Russia   | 0  |